# 走湯神社 (下田市)
走湯神社（すとうじんじゃ）は、静岡県下田市大賀茂（おおがも）にある神社。

## 概要
下田市の西方、吉佐美地区を流れる大賀茂川の北方上流、大賀茂地区の山麓に鎮座している。
創建は不詳だが、式内社である伊豆奈比咩命神社（いつなひめのみことじんじゃ）に比定されており、『伊豆国神階帳』にも「従四位上 いつな姫の明神」と記されている古社である。
明治6年（1873年）に村社に列する。

## 祭神
- 伊豆奈比咩命